# Cas inessiu
El cas inessiu és un cas gramatical locatiu. Aquest cas indica el lloc on succeeix l'acció o el procés expressat pel verb. Per exemple: en finès, talo vol dir 'casa' i talossa vol dir 'a la casa'. Aquesta mateixa expressió en estonià s'anomena majas, en èuscar etxean i en hongarès, házban.
En finès, aquest cas rep el sufix -ssa/ssä, segons les regles de l'harmonia vocàlica.
En estonià s'afegeix el sufix "s" al lexema en genitiu.
En hongarès, el sufix "ban/ben" és el que s'empra amb més freqüència per aquest cas, però també d'altres com -on, -re, -en. Aquests i altres sufixos s'empren especialment acompanyats de noms de ciutats.
En finès, l'inessiu és el primer d'una sèrie de sis casos locatius, el significat bàsic dels quals es correspon amb preposicions o expressions preposicionals en llengua catalana.
Els altres casos locatius en finès són:
- Cas elatiu («fora de»)
- Cas il·latiu («cap a dins de»)
- Cas adessiu («sobre» indicant localització)
- Cas al·latiu («sobre» indicant desplaçament)
- Cas ablatiu («des de fora de»)